# 尤利西斯号

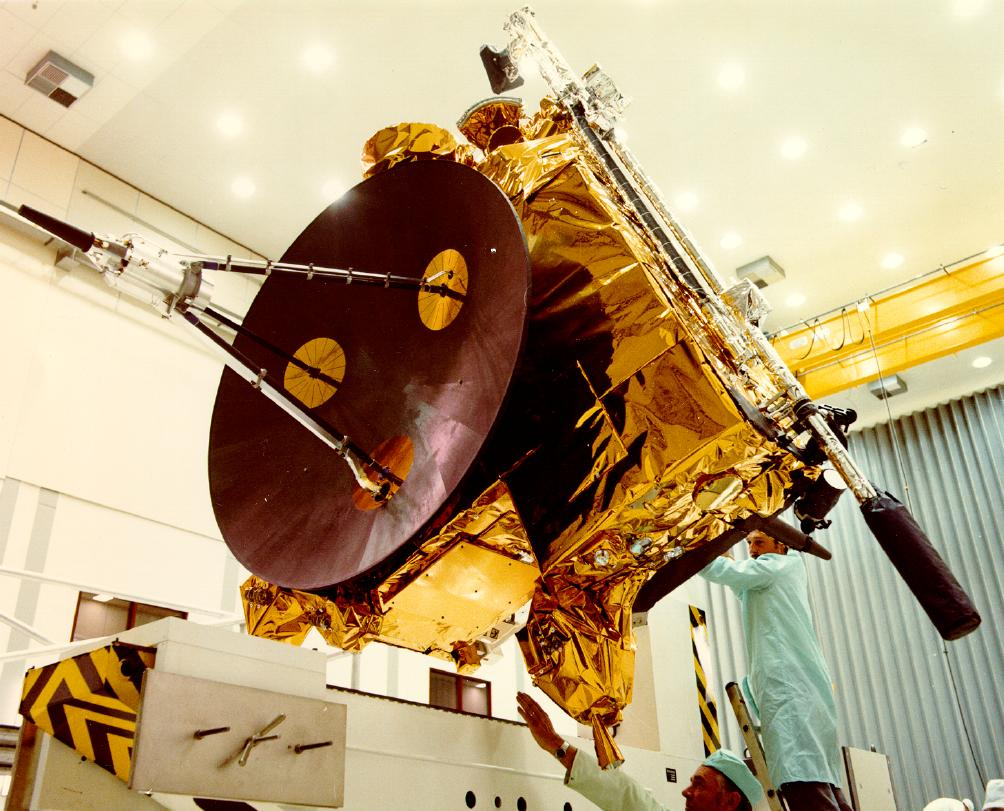
发射前的尤利西斯号探测器

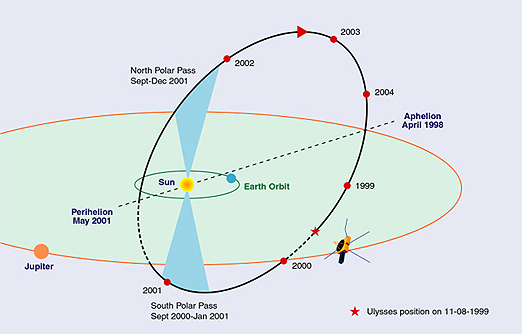
尤利西斯号在太阳系中的飞行轨迹

尤利西斯号（英語：Ulysses）是美国国家航空航天局（NASA）与欧洲空间局（ESA）联合研制的一颗太阳探测器，以希腊神话中智勇双全的奥德修斯的拉丁文名字命名，目的是研究太陽的性质，加深对太阳风、太阳极区以及行星际磁场等方面的了解。
尤利西斯号探测器于1990年10月6日在卡纳维拉尔角由发现号航天飞机发射升空，探测器的控制中心位于美国宇航局的喷气推进实验室。
尤利西斯号探测器发射时重370千克，主体是箱式机构，长、宽、高分别为3米、3.3米和2米，安装有一个指向地球的1.65米直径的碟型高增益天线（HGA），用于和地面的通讯联络。探测器在飞行的同时围绕天线的轴线进行旋转。除此之外还有一个5.6米长的径向悬臂（RB），上面安装有一台三轴伸展螺旋磁强计、一台电磁导航磁强计和一台磁力磁向测量仪。它们都安装在远离探测器的地方，为的是避免干扰。在自转轴上、与高增益天线相反的方向还装有一个7.5米长的单极天线。仪器由放射性同位素热电发生器供电。
尤利西斯号探测器目标之一是探测太阳的极区，其轨道与黄道面成几乎垂直的倾角。为了到达这样一条轨道上，探测器首先于1992年2月8日接近木星，借助木星的引力调整到太阳极轨上，开始向太阳的高纬度地区飞行。1994年6月26日，尤利西斯号第一次接近太阳南极，并于同年9月13日到达太阳南纬最高点80.2度。1995年3月到达距离太阳1.93亿公里的近日点，同年6月19日第一次通过太阳北极。1994年-1995年太阳正处于第22活动周期的宁静期。1996年5月1日，尤利西斯号穿越了百武彗星的尾巴，分析了它的化学成分，发现其尾巴的长度至少有3.8天文单位。2000年11月27日，尤利西斯再次通过太阳南极地区，2001年9月到12月通过北极地区。当时太阳正处于第23活动周期的高峰时期，尤利西斯号对其进行了大量的观测。2004 穿越另一顆彗星 C/1999 T1 ， 2007年2月7日，尤利西斯号探测器第三次通过了太阳南极地区，2007 越了第三顆彗星  C/2006 P1 (McNaught) 的尾巴 。
尤利西斯号探测器对太阳极区的冕洞进行了观测，探测到了高纬度的辐射暴，这是先前人们未预料到的。此外，尤利西斯号没有在两极地区发现预想中的宇宙射线，给天文学家们提出了新的课题。此外，尤利西斯号还发现了太阳的南北极温度略有不同的证据。